# Dietrich Maus
Dietrich Maus (* 3. Mai 1942 in Bad Sooden-Allendorf) ist ein deutscher Maler, Grafiker und Zeichner.

## Leben
Dietrich Maus wurde 1942 in Bad Sooden-Allendorf geboren. Er besuchte die Rhenanus-Schule und absolvierte danach bis 1962 eine Lehre als Schriftsetzer. Anschließend studierte von 1962 bis 1964 an der Staatlichen Werkkunstschule Kassel und von 1964 bis 1968 an der Werkkunstschule Wuppertal unter Rudolf Schoofs.
1972 gründete er die Gruppe AKKU. Er ist Mitglied des Westdeutschen Künstlerbundes und Mitbegründer der „Produzentengalerie 360°“ und des „Kunstraum Wuppertal“. Mit Achim Knispel ist er zeitweilig auch als Musiker tätig. 1980 erhielt er den Von der Heydt-Kulturpreis der Stadt Wuppertal, wo er heute lebt. Von 1984 bis 2007 war er als Kunsterzieher am Gymnasium Vohwinkel in Wuppertal tätig.

## Auszeichnungen
- 1980 Förderpreis des Von der Heydt-Kulturpreises der Stadt Wuppertal

## Ausgewählte Einzelausstellungen
- 1971 Von der Heydt-Museum, Wuppertal
- 1972 Kaiser-Wilhelm-Museum, Krefeld
- 1981 „Die Freiheit des Minotaurus“ – 360 Grad Spielraum für Ideen, Wuppertal
- 1983 „Indianer“, Von der Heydt-Museum, Wuppertal
- Galerie Zellmayer, Berlin
- Rautenstrauch-Joest-Museum, Köln
- 1986 „Streuf, Maus und Moritz“, Haus am Kleistpark, Berlin
- 1993 ABDANK (Das Verschwinden von W.I. Lenin)
- Nordstadt-Galerie-Kollektiv, Wuppertal
- 1995 Lenin-Museum Tampere, Finnland